# Cry 'Havoc'
Cry 'Havoc' is een film uit 1943 onder regie van Richard Thorpe. De film is gebaseerd op het gelijknamige toneelstuk uit 1942 van Allan Kenward.

## Verhaal
De film volgt een groep zusters die gewonde soldaten verzorgen in Bataan tijdens de Tweede Wereldoorlog. Mary Smith is de leidster en geeft Alice Marsh de opdracht een groep nieuwe zusters te laten overkomen na een overvloed aan gewonde soldaten. Ze verwacht professionele zusters, maar wordt opgezadeld met een groep beginners van verschillende achtergronden.
Ze vereisen nog veel training voordat ze aan de slag kunnen. Dit zorgt voor irritatie bij Mary, die dringend hulp nodig heeft. Daarnaast tonen de jongedames gedrag dat bij Mary niet door de beugel kan. Zo is het voornamelijk de rebelse Pat Conlin die keer op keer voor opschudding zorgt. Hun haat naar elkaar wordt nog groter wanneer Pat uit begint te gaan met luitenant Holt. Mary weigert echter uit te leggen waarom ze niet wil dat Pat met hem uitgaat.
De beginners hebben in het begin nog veel moeite met het aanpassen aan hun nieuwe omgeving. Op den duur leren ze elkaar echter beter kennen. Op een gegeven moment raakt de zuster in spe Sue West vermist. De meiden beginnen een zoektocht, maar hebben geen succes. Ze wordt drie dagen later aangetroffen in een hut. Hoewel al de soldaten die haar omgeven dood zijn, leeft Sue nog.
De meiden bouwen langzaam een sterke band op. Grace werkte ooit in de burleske en danst tijdens de opleiding om de vrolijke stemming erin te houden. De zusters krijgen echter steeds meer te maken met aanvallen. Grace raakt ernstig gewond en Connie komt te overlijden. Ze krijgen de kans het eiland te verlaten, maar zijn vastbesloten te blijven om de soldaten te verzorgen.
Als blijkt dat luitenant Holt is overleden, zijn zowel Pat als Mary ontroostbaar. Mary raakt niet veel later geïnfecteerd met malaria. Ze biecht in de periode van ziekte op dat ze ooit met hem getrouwd was. Ze legt uit dat hun huwelijk strikt geheim moest blijven, omdat een echtpaar niet het leger in mocht. De film eindigt met een groep Japanners die het ziekenhuis overnemen. De zusters zijn gedwongen zich over te geven.

## Rolverdeling
| Acteur            | Personage            | Foto |
| ----------------- | -------------------- | ---- |
| Margaret Sullavan | Luitenant Mary Smith |      |
| Ann Sothern       | Pat Conlin           |      |
| Joan Blondell     | Grace Lambert        |      |
| Fay Bainter       | Kapitein Alice Marsh |      |
| Marsha Hunt       | Flo Norris           |      |
| Ella Raines       | Connie Booth         |      |
| Frances Gifford   | Helen Domeret        |      |
| Diana Lewis       | Nydia Joyce          |      |
| Heather Angel     | Andra West           |      |
| Dorothy Morris    | Sue West             |      |
| Connie Gilchrist  | Sadie                |      |